# Laophontina dubia
Laophontina dubia is een eenoogkreeftjessoort uit de familie van de Laophontidae. De wetenschappelijke naam van de soort is voor het eerst geldig gepubliceerd in 1905 door Norman & Scott T..